# Топ ган
Топ ган (енгл. Top Gun) амерички је акциони филм из 1986. године, режисера Тонија Скота, а продуценти су били Дон Симпсон и Џери Брукхајмер у сарадњи са продуцентском кућом Paramount Pictures. Сценарио су написали Џим Кеш и Џек Епс млађи, а био је инспирисан чланком под насловом „Top Guns”, који је написао Ехуд Јонај и који је објављен у часопису Калифорнија три године раније. Улоге тумаче Том Круз, Кели Макгилис, Вал Килмер, Ентони Едвардс и Том Скерит. Филм прати поручника Пита „Маверика” Мичела, младог морнаричког авијатичара на носачу авиона Ентерпрајз. Њему и његовом официру за радарско пресретање, потпоручнику Нику „Гусу” Бредшоу, дата је прилика да се обучавају у Школи за морнаричке пилоте у Морнаричкој ваздушној бази Мирамар у Сан Дијегу, Калифорнија.
Филм је објављен 16. маја 1986. године. По изласку, филм је добио помешане критике филмских критичара. Четири недеље након објављивања, број биоскопа у којима се приказивао порастао је за 45 процената. Упркос почетној мешаној реакцији критике, филм је остварио велики комерцијални успех, са зарадом од 357 милиона долара на глобалном нивоу у односу на продукцијски буџет од 15 милиона долара. Топ ган је филм са највећом зарадом у Америци 1986. године. Филм је с годинама задржао своју популарност и поново је издат у ИМАКС 3Д форматима 2013. године. Филм је награђен Оскаром за најбољу оригиналну песму, Take My Breath Away, коју је извела група Берлин. Године 2015, Конгресна библиотека је одабрала филм за чување у Националном регистру филмова, због његовог „културног, историјског или естетског значаја”. Наставак, Топ ган: Маверик, премијерно је приказан 2022. године.

## Радња
Поручник америчке авијације Пит „Маверик” Мичел и његов официр за радарско пресретање, потпоручник Ник „Гус” Бредшо, стационирани у Индијском океану на носачу авиона Ентерпрајз, лете авионима типа F-14 томкет. Током пресретања два непријатељска МиГ-а 28, Маверик успева једног да нациља, док други МиГ успева да нациља Мавериковог пилота-парњака, Кугара. Маверик успева да га отера, али Кугар је толико потресен да се Маверик оглушује о наређење да слети и враћа се да му помогне да слети на носач. Кугар даје оставку, а капетан „Стингер” уместо њега шаље Маверика и Гуса у Топ ган, Школу за морнаричке пилоте у Морнаричкој ваздушној бази Мирамар.
Пре првог дана наставе, Маверик у бару неуспешно стартује једну девојку. Следећег дана открива да је њено име Шарлот „Чарли“ Блеквуд и да је она астрофизичарка и цивилна инструкторка у Топ гану. Она постаје заинтересована за Маверика када сазна да је летео наопачке тик изнад са МиГ-а 28. На свом првом тренингу, Маверик побеђује инструктора, поручника Рика „Џестера” Хедерлија, али притом лети испод 3.000 метара, кршећи тако једно од главних правила борбе. Поред тога, Маверик и Гус, упркос изричитом наређењу да то не раде, намерно пролећу веома близу контролног торња, те их главни инструктор, командант Мајк „Вајпер” Меткаф, кажњава.
Приватно, Џестер говори Вајперу да, иако се диви Мавериковој вештини, није сигуран да ли би му веровао као саборцу. На часу, Чарли критикује Мавериково понашање при сусрету са МиГ-ом 28, али му приватно признаје да се његовом летењу диви; њих двоје започињу романтичну везу.
На тренингу, Маверик напушта свог пилота-парњака, „Холивуда”, да би јурио Вајпера. То доводи до пораза прво Холивуда а потом и Маверика, чиме постаје јасна вредност тимског рада. Џестер говори Маверику да лети одлично, али га критикује због напуштања пилота-парњака. Мавериков највећи противник, поручник „Ледени” Казански, описује његово понашање будаластим, опасним и горим од непријатеља.
Маверик и Ледени, водећи кандидати за Топ ганов трофеј, на тренингу јуре авион A-4. Како Ледени не успева да га нациља, Маверик га тера да одустане, да би могао да га нациља он. Међутим, Мавериков F-14 пролеће кроз млазно испарење Леденог и гасе му се оба мотора, због чега Маверик више не може да га контролише. Маверик и Гус се катапултирају, али Гус гине након што главом удари у поклопац кокпита.
Истражни одбор закључује да не постоји Маверикова кривица, али он је потресен и осећа кривицу, због чега размишља да одустане. Тражи савет од Вајпера, који је летео са Мавериковим оцем у ваздушној бици Вијетнамског рата у којој је погинуо. Супротно званичним извештајима, по којим је крив Мичел, Вајпер говори да је умро јуначки. Говори му да може успети ако поврати самопоуздање. Маверик бира да дипломира и честита Леденом, који је освојио Топ ганов трофеј. Ледени, Холивуд и Маверик добијају хитно наређење ради одговора на кризну ситуацију; бивају послати на Ентерпрајз да обезбеде ваздушну подршку за спасавање Лејтона, поквареног комуникацијског брода који је одлутао у непријатељске воде.
На Ентерпрајзу, Ледени и Холивуд бивају задужени за ваздушну подршку, док Маверику и радарском пресретачу Мерлину бива наређено да буду у приправности. Ледени изражава Стингеру забринутост због Мавериковог менталног стања, али му бива речено да води своја посла. Ледени и Холивуд бивају нападнути од стране на први поглед два МиГ-а, али се испоставља да их је шест. Након што је Холивуд оборен, у борбу бива послат Маверик. Опет пролази кроз млазно испарење, али успева да одржи контролу над авионом. Потресен, повлачи се из борбе, али се онда поново укључује и обара три МиГ-а. Ледени уништава четврти, а преостала два МиГ-а се повлаче. По тријумфалном повратку на Ентерпрајз, пилоти, одушевљени својим колегама, једни другима честитају. Маверик, који је најзад повратио самопоуздање и решио се кривице за несрећу на тренингу, касније баца Гусове војничке плочице у море.
У прилици да изабере било коју позицију, Маверик одлучује да се врати у Топ ган као инструктор. У бару у Мирамару, поново се среће са Чарли.

## Улоге
| Глумац                | Улога                                      |
| --------------------- | ------------------------------------------ |
| Том Круз              | Поручник корвете Пит „Маверик“ Мичел       |
| Кели Макгилис         | Шарлот „Чарли“ Блеквуд                     |
| Вал Килмер            | Поручник корвете Том „Ледени“ Казански     |
| Ентони Едвардс        | Потпоручник Ник „Гус“ Бредшо               |
| Том Скерит            | Капетан фрегате Мајк „Вајпер“ Меткаф       |
| Мајкл Ајронсајд       | Капетан корвете Рик „Џестер“ Хедерли       |
| Џон Стоквел           | Поручник корвете Бил „Кугар“ Кортел        |
| Бари Таб              | Потпоручник Леонард „Вулфмен“ Вулф         |
| Рик Росович           | Потпоручник Рон „Слајдер“ Кернер           |
| Тим Робинс            | Потпоручник Сем „Мерлин“ Велс              |
| Кларенс Гилјард млађи | Поручник корвете Маркус „Сандаун“ Вилијамс |
| Вип Хабли             | Поручник Корвете Рик „Холивуд“ Нивен       |
| Џејмс Толкан          | Капетан фрегате Том „Стингер“ Џордан       |
| Мег Рајан             | Керол Бредшо                               |
| Адријан Пасдар        | Поручник корвете Чарлс „Чипер“ Пајпер      |